# Saint Anne Sandy Point
Saint Anne Sandy Point är en parish i Saint Kitts och Nevis. Den ligger i den västra delen av landet, 14 km nordväst om huvudstaden Basseterre. Antalet invånare är 2 849. Arean är 13 kvadratkilometer. Saint Anne Sandy Point ligger på ön Saint Christopher.
Följande samhällen finns i Saint Anne Sandy Point:
- Sandy Point Town